# برتغالية برازيلية
بُرتُغاليّة برازيليّة ؛ البرتغالية - البرازيلية (Português brasileiro) وهي لهجة من اللغة البرتغالية، وهي اللهجة المحكية في البرازيل، حيث يتكلمها أكثر من 200 مليون شخص من البرازيل، ومن الجاليات البرازيلية خارج البرازيل، إنتشرت اللغة البرتغالية بسبب الإستعمار البرتغالي للبرازيل الذي دام لأكثر من 400 سنة، وأصبحت اللغة البرتغالية اللغة الرسمية للبرازيل بعد إعلان استقلال البرازيل في سنة 1821. ويتم التحدث بها على نطاق واسع عبر الشتات البرازيلي، والذي يتكون اليوم من حوالي مليوني برازيلي هاجروا إلى بلدان أخرى. يبلغ عدد سكانها أكثر من 210 مليون، والبرازيل هي إلى حد بعيد أكبر دولة ناطقة باللغة البرتغالية في العالم والوحيدة في الأمريكتين.
تختلف البرتغالية البرازيلية، خاصة في علم الأصوات والعروض، عن اللهجات المحكية في البرتغال والبلدان الأفريقية الناطقة بالبرتغالية. في هذه البلدان الأخيرة، تميل اللغة إلى أن يكون لها ارتباط أوثق بالبرتغالية الأوروبية المعاصرة، ويرجع ذلك جزئيًا إلى أن الحكم الاستعماري البرتغالي انتهى مؤخرًا هناك أكثر من البرازيل. على الرغم من هذا الاختلاف بين التنوعات المنطوقة، تختلف اللغة البرتغالية البرازيلية والأوروبية قليلاً في الكتابة الرسمية  (في نواح كثيرة مماثلة للاختلافات التي تمت مواجهتها بين الإنجليزية الأمريكية والبريطانية) وتظل مفهومة بشكل متبادل.
في عام 1990، توصلت مجموعة البلدان الناطقة باللغة البرتغالية (CPLP)، والتي تضم ممثلين من جميع البلدان التي تعتبر اللغة البرتغالية هي اللغة الرسمية، إلى اتفاق بشأن إصلاح قواعد الإملاء البرتغالية لتوحيد المعيارين اللذين كانت تستخدمهما البرازيل من جانب واحد والبلدان الناطقة باللغة البرتغالية المتبقية من ناحية أخرى. دخل هذا الإصلاح الإملائي حيز التنفيذ في البرازيل في 1 يناير 2009. في البرتغال، تم التوقيع على الإصلاح ليصبح قانونًا من قبل الرئيس في 21 يوليو 2008 مما يسمح بفترة تكيف مدتها 6 سنوات، يتعايش خلالها كل من قواعد الإملاء. وقعت جميع دول CPLP على الإصلاح. في البرازيل، دخل هذا الإصلاح حيز التنفيذ منذ يناير 2016. وقد بدأت البرتغال ودول أخرى ناطقة بالبرتغالية منذ ذلك الحين في استخدام قواعد الإملاء الجديدة.
قد تختلف الأصناف الإقليمية للبرتغالية البرازيلية، في حين تظل مفهومة بشكل متبادل، عن بعضها البعض في أمور مثل نطق حروف العلة ونبرة الكلام.

## تاريخ اللغة

### اللغة البرتغالية في البرازيل
إن وجود البرتغاليين في البرازيل هو إرث من الاستعمار البرتغالي للأمريكتين. استقرت الموجة الأولى من المهاجرين الناطقين بالبرتغالية في البرازيل في القرن السادس عشر، لكن اللغة لم تكن مستخدمة على نطاق واسع في ذلك الوقت. تعايش البرتغاليون لبعض الوقت مع Língua Geral - وهي لغة مشتركة تستند إلى لغات الهنود الحمر التي استخدمها المبشرون اليسوعيون - وكذلك مع العديد من اللغات الأفريقية التي يتحدث بها ملايين العبيد الذين تم جلبهم إلى البلاد بين القرنين السادس عشر والتاسع عشر. بحلول نهاية القرن الثامن عشر، أكدت البرتغالية نفسها كلغة وطنية. كانت بعض المساهمات الرئيسية في هذا التغيير السريع هي توسع الاستعمار في المناطق الداخلية البرازيلية، والأعداد المتزايدة من المستوطنين البرتغاليين، الذين جلبوا لغتهم وأصبحوا أهم مجموعة عرقية في البرازيل.
ابتداءً من أوائل القرن الثامن عشر، بذلت حكومة البرتغال جهودًا لتوسيع استخدام اللغة البرتغالية في جميع أنحاء المستعمرة، لا سيما لأن توطيدها في البرازيل سيساعد على ضمان البرتغال الأراضي المتنازع عليها مع إسبانيا (وفقًا للمعاهدات المختلفة الموقعة في القرن الثامن عشر، تلك سيتم التنازل عن الأراضي للأشخاص الذين احتلوها فعليًا). تحت إدارة ماركيز بومبال (1750-1777)، بدأ البرازيليون في تفضيل استخدام اللغة البرتغالية، حيث طرد الماركيز الإرساليات اليسوعيين (الذين علموا لينجوا جيرال) وحظروا استخدام لغات كـ نهجاتو، أو لينجوا فرانكا.
كان لمحاولات الاستعمار الفاشلة التي قام بها الفرنسيون في ريو دي جانيرو خلال القرن السادس عشر والهولنديين في الشمال الشرقي خلال القرن السابع عشر تأثيرات ضئيلة على البرتغاليين. تم دمج الموجات الكبيرة من المهاجرين غير الناطقين باللغة البرتغالية في أواخر القرن التاسع عشر وأوائل القرن العشرين (معظمهم من لبنان وإيطاليا وإسبانيا وألمانيا وبولندا واليابان) لغويًا في الأغلبية الناطقة بالبرتغالية في غضون أجيال قليلة، باستثناء بعض المناطق من الولايات الثلاث الواقعة في أقصى الجنوب (بارانا، وسانتا كاتارينا، وريو غراندي دو سول) - في حالة الألمان والإيطاليين والسلاف - وفي المناطق الريفية في ولاية ساو باولو (الإيطاليون واليابانيون).
في الوقت الحاضر، تتحدث الغالبية العظمى من البرازيليين اللغة البرتغالية كلغتهم الأم، باستثناء المجتمعات الصغيرة المنعزلة من أحفاد المهاجرين الأوروبيين (الألمان والبولنديين والأوكرانيين والإيطاليين) واليابانيين - معظمهم في الجنوب والجنوب الشرقي - وكذلك القرى والمحميات التي يسكنها الهنود الحمر. وحتى هؤلاء السكان يستخدمون اللغة البرتغالية للتواصل مع الغرباء وفهم البث التلفزيوني والإذاعي، على سبيل المثال. علاوة على ذلك، هناك مجتمع من مستخدمي لغة الإشارة البرازيلية يقدر عددهم من قبل إثنولوج بما يصل إلى 3 ملايين.